# Wales (Maine)
Pour les articles homonymes, voir Wales.
La ville de Wales est située dans le comté d'Androscoggin, dans l’État du Maine, aux États-Unis. Sa population s’élevait à 1 616 habitants lors du recensement de 2010, estimée à 1 632 habitants en 2014.

## Source
- (en) Cet article est partiellement ou en totalité issu de l’article de Wikipédia en anglais intitulé « Wales, Maine » (voir la liste des auteurs).